# Первая франко-вьетнамская война
Первая франко-вьетнамская война (также известна как «Франко-испанская экспедиция в Кохинхину» или «Кохинхинская кампания») — война 1858—1862 годов между войсками Франции и Испании с одной стороны и вьетнамскими войсками с другой, начавшаяся как карательная операция ограниченного масштаба, но затем переросшая в крупную французскую захватническую войну. Война завершилась созданием в южной части тогдашнего Вьетнама французской колонии Кохинхина, что стало отправной точкой для дальнейших колониальных захватов и французского колониального господства в этом регионе на следующие 80 лет.

## Предыстория
Решению Франции о начале серьёзной войны предшествовали Франко-вьетнамские столкновения (1851—1857).

## История
Формальным поводом к войне стала казнь во Вьетнаме двух испанских католических миссионеров по приказу императора Ты Дыка в 1857 году. Решение об отправке во Вьетнам карательной экспедиции в ноябре 1857 года принял император Наполеон III, привлёкший к участию в ней Испанию. 1 сентября 1858 года франко-испанские войска под командованием адмирала Шарля Женуйи достигли юга Вьетнама, высадившись около укреплённого порта Дананг и захватив его, однако оставленный там гарнизон почти сразу же оказался в растянувшейся на несколько месяцев осаде.
Развивая наступление и преодолевая ожесточённое сопротивление вьетнамских войск, 18 февраля 1859 года французы и испанцы взяли штурмом Сайгон, однако после этого вынуждены были остановить наступление. 23 марта 1860 года французам и испанцам пришлось эвакуироваться из Дананга, а вскоре значительная часть французских войск покинула Вьетнам, поскольку эти силы были задействованы в начавшейся войне против Китая.
В начале 1861 года, когда война в Китае завершилась, французы, введя на контролируемые ими во Вьетнаме территории подкрепления, начали очередное наступление против вьетнамских войск, сумев к концу февраля продвинуться в провинции Зядинь. В апреле того же года была занята провинция Бьенхоа, в декабре — Виньлонг, после чего наступление вновь пришлось приостановить.
В июне 1862 года между Францией и Испанией и Вьетнамом было подписано мирное соглашение, согласно которому император Вьетнама обещал не препятствовать какой бы то ни было деятельности католических миссионеров в своих владениях, а также уступал Франции три провинции на юго-востоке страны, из которых была образована колония Кохинхина, в состав которой впоследствии, в 1867 году, вошли три юго-западных провинции Вьетнама.